# Wherryite
La wherryite è un minerale.